# Justizfachwirt
Justizfachwirt bzw. Justizsekretär ist die Berufsbezeichnung der Beamten des mittleren Justizdienstes nach Abschluss des Vorbereitungsdienstes an Gerichten und Staatsanwaltschaften. Im öffentlichen Dienst führen sie Amts- oder Funktionsbezeichnungen.
Wie Justizfachangestellte sind Justizfachwirte in der streitigen und freiwilligen Gerichtsbarkeit tätig und erledigen dort Aufgaben der Geschäftsstelle. Sie sind auch Urkundsbeamte. Die Aufgaben der Geschäftsstelle werden zunehmend in sogenannten Serviceeinheiten erledigt, in denen die Tätigkeiten von Richtern, Rechtspflegern und der Geschäftsstelle vernetzt sein sollen.
In den Service-Einheiten sind Justizfachwirte je nach Aufgabenprofil auch Ansprechpartner für Bürger und Organe der Rechtspflege. Ihnen obliegt unter anderem auch die Bearbeitung von Kostenangelegenheiten sowie die Berechnung der Entschädigung für Zeugen, Sachverständige und ehrenamtliche Richter nach dem Justizvergütungs- und -entschädigungsgesetz. Bei Terminen können sie auch als Protokollführer tätig sein. Auch im Bereich der Justizverwaltung werden sie eingesetzt. Der Vorbereitungsdienst zum Justizfachwirt dauert grundsätzlich 2 Jahre. Aufgrund der Zusammenlegung der Berufe des Justizfachangestellten und des Justizfachwirts in Niedersachsen, dauert die Ausbildung dort 2 ½ Jahre. Dafür benötigt man einen Realschulabschluss oder einen Hauptschulabschluss mit einer für den Beruf des Justizfachwirts förderlichen, abgeschlossenen Berufsausbildung. Sie sind auch für die Abarbeitung von gerichtlichen Verfügungen zuständig und für die Überwachung von richterlichen und gesetzlichen Fristen. Auch die Verwaltung der Akten fällt in den Aufgabenbereich des Justizfachwirts.
Die Einstellung in den Vorbereitungsdienst erfolgt durch eine Einstellungsbehörde, in den meisten Bundesländern sind das die Oberlandesgerichte.